# Hemiargus ceraunus
Hemiargus ceraunus är en fjärilsart som beskrevs av Fabricius 1793. Hemiargus ceraunus ingår i släktet Hemiargus och familjen juvelvingar. Inga underarter finns listade i Catalogue of Life.

## Bildgalleri

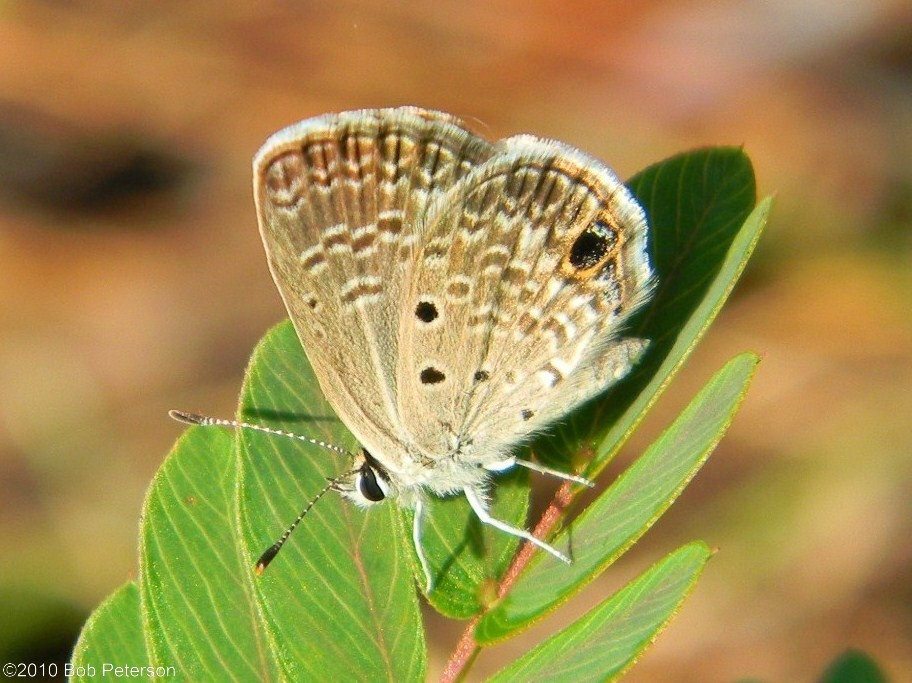
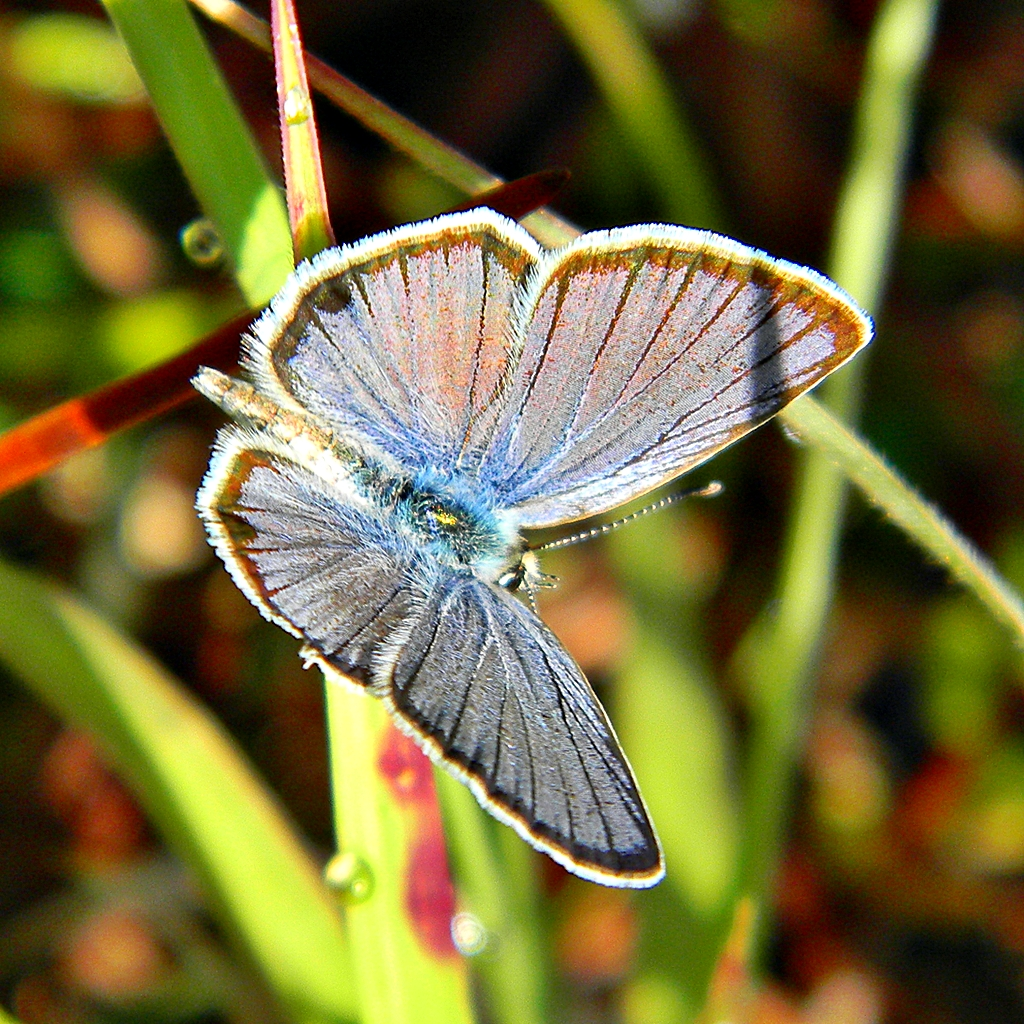
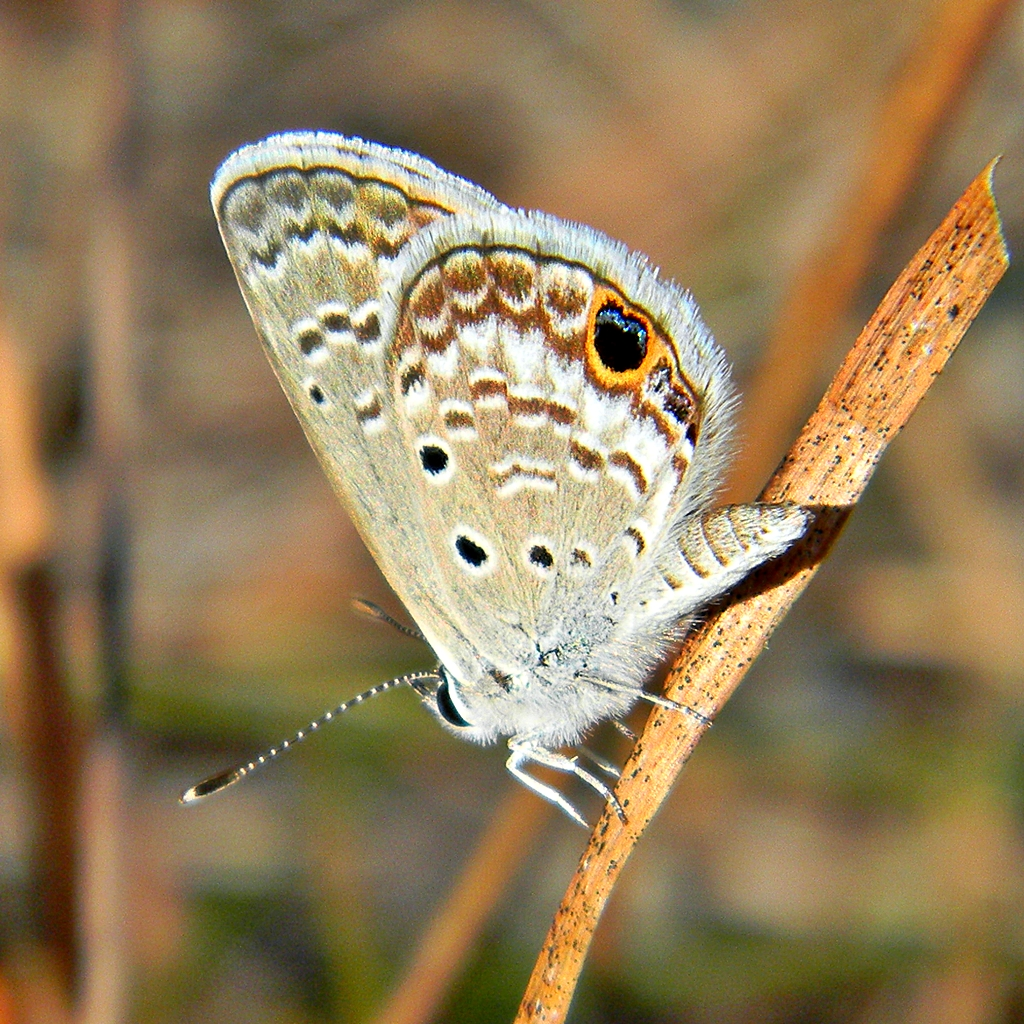
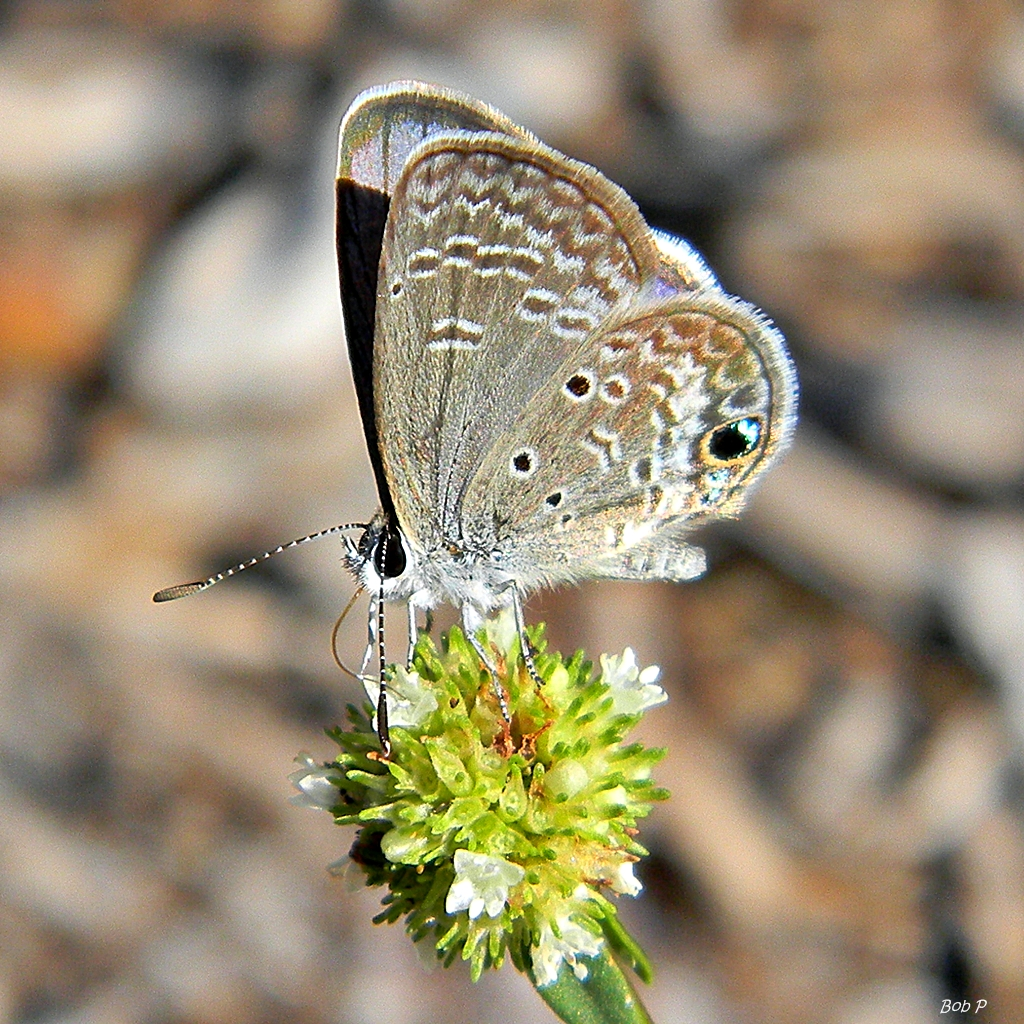
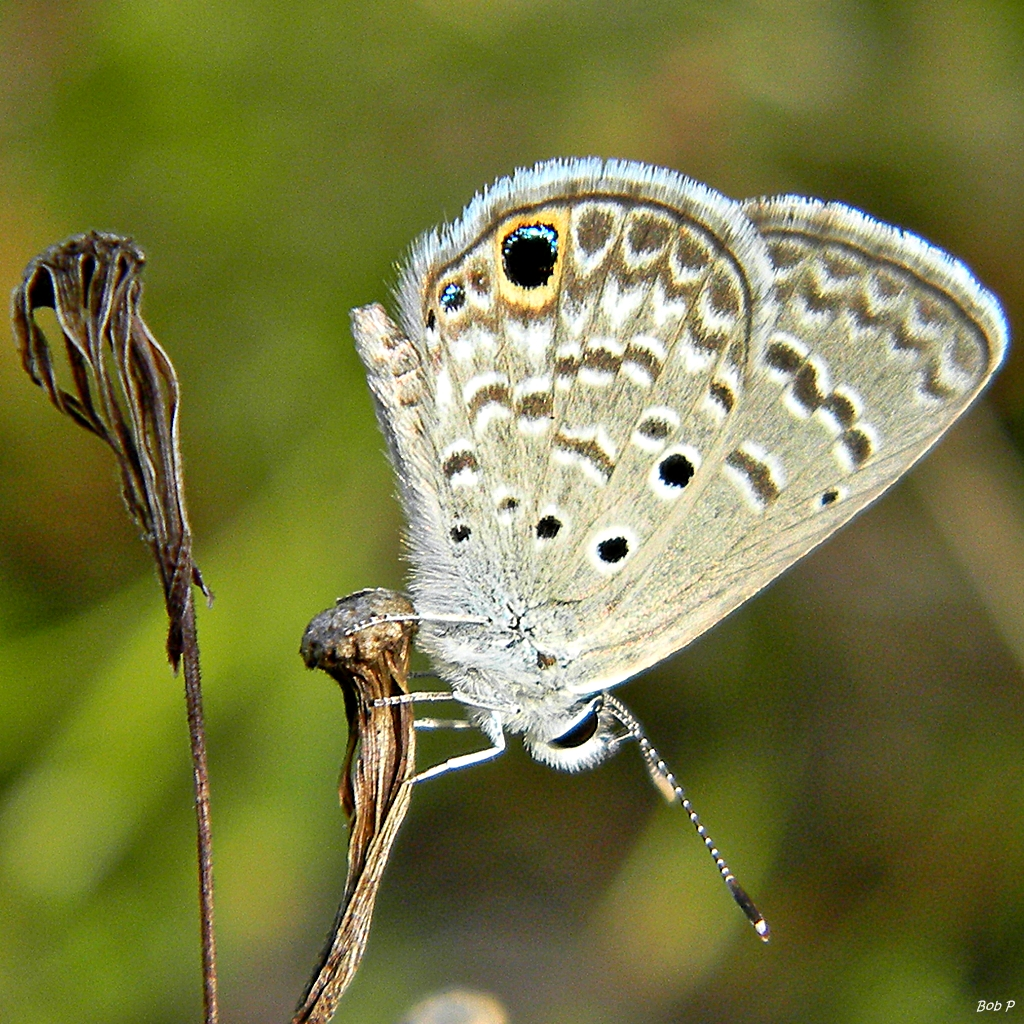